# Budapest ostroma
Budapest ostroma a magyar fővárosért folyó küzdelem volt a Szovjetunió és Románia, valamint a Harmadik Birodalom és Magyarország között 1944. december 25-től 1945. február 13-ig. Az első szovjet páncélos 1944. november 3-án jelent meg a város határában, és Budapest 102 nap múlva adta meg magát. A védők mintegy ötven napig álltak ellen a szovjetek ostromának, habár készleteik legnagyobb részét már az összecsapás első napjaiban elvesztették, hiszen azokat külvárosi raktárakban tárolták, amelyek hamar az ostromlók kezére kerültek. A civil lakosság kitelepítésére nem került sor, ezért sok civil áldozatul esett a véres küzdelemnek, amelynek hevességét a kortársak a sztálingrádi csatáéhoz hasonlították.
Az ütközet kezdő időpontjára több eltérő meghatározás is létezik: október 29-én indította meg a 2. Ukrán Front első támadását a főváros megszerzésére (a szovjet történetírás ezt veszi alapul), december 25-én zárult be a szovjet ostromgyűrű Budapest körül. December 29-én adták át a hadműveleteket irányító szovjet Malinovszkíj és Tolbuhin marsallok által aláírt, megadásra felszólító ultimátumot a szovjet parlamenterek a várost védő német főparancsnokságnak. Ez utóbbi elutasítása után indultak meg a tényleges harcok a városban. A szovjet csapatok először a pesti oldalon lévő ellenállást számolták fel, majd megkezdték a budai oldal, illetve a budai vár bevételét. Hogy akadályozzák őket a Dunán való átkelésben, a németek a két városrészt összekötő hidakat felrobbantották.
A németek több felmentő akciót is megkíséreltek indítani a szorult helyzetbe jutott védők megsegítésére. Azonban egyik alkalommal sem sikerült elérniük a várost, annak ellenére, hogy a keleti fronton szolgáló német páncéloshadosztályoknak mintegy a fele Magyarországon tevékenykedett. Ezeknek a hadműveleteknek amúgy sem a védők kimenekítése volt a céljuk, hanem újabb csapatok juttatása a városba. Végül a védők Adolf Hitler parancsa ellenére is a kitörés mellett döntöttek, és február 11-én este megkezdődött a kitörési kísérlet, amelynek során azonban csak egy maroknyi katona érte el a baráti vonalakat, és a védelem parancsnokainak nagy része is fogságba esett. A magyar főváros ezután nem sokkal, február 13-án került teljesen szovjet fennhatóság alá.
Ez az ütközet a második világháború városharcai között is kiemelt helyet foglal el. Az áldozatok száma, a harcok brutalitása és a harc elhúzódása miatt csak Sztálingrád vagy Berlin ostromához hasonlítható.

## Háttér

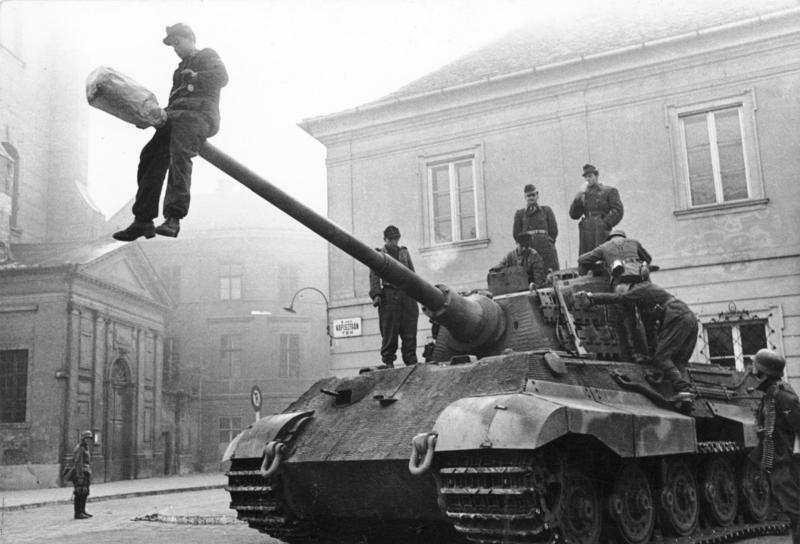
Német Királytigris és legénysége a megszállt Budapesten

A második világháború 1939-es kitörésekor Magyarország semleges maradt, és nem lépett be a háborúba. Kezdetben a lengyelországi hadjárat menekültjeit fogadta be, és elutasította a németek kérését, hogy az országot felvonulási területként használják. Az ország hadereje részt vett az 1941-es jugoszláviai hadjáratban és visszafoglalta a Délvidéket, ennek következtében Nagy-Britannia megszakította a diplomáciai kapcsolatot hazánkkal. A konfliktusba történő tényleges belépésre a Barbarossa hadművelet megindítását követően került sor, Kassa 1941. június 26-án történt, ismeretlen gépek által elkövetett bombázása után, amikor másnap Bárdossy László miniszterelnök egyoldalúan, az Országgyűlés megkérdezése nélkül bejelentette a hadiállapotot a Szovjetunióval, majd a frontra küldték a 90 ezer fős Kárpát-csoportot.
A keleti fronton egyre romlott a hadi helyzet a sztálingrádi csatát követően, és 1944-ben már az ország előterében álltak a szovjet csapatok. A magyar vezetés, látva a németek elkerülhetetlen vereségét, béketapogatózásba kezdett, erről azonban a németek tudomást szereztek. Hitler el akarta távolíttatni Kállay Miklós kormányát, megakadályozandó az olasz mintára történő kiugrást, így már 1943. szeptember 9-én parancsot adott a megszállás terveinek elkészítésére. A hadművelet a Margarethe I fedőnevet kapta. 1944. március 18-án Horthy Miklós kormányzó Hitler meghívására Salzburgba utazott. A Klessheim-kastélyban tartott találkozó második napján, március 19-én a németek szinte ellenállás nélkül szállták meg az országot.
A német katonák hivatalosan a Vörös Hadsereg elleni védekezés segítésére érkeztek, amit kezdetben a társadalom széles rétege el is hitt. Mindössze néhány elszórt kísérlet történt a bevonulás megakadályozására (például Bajcsy-Zsilinszky Endre részéről). Azonban a magyar csapatok nem is lettek volna képesek eredményesen ellenállni a jóval tapasztaltabb és jobban felszerelt, teljes légi fölényt élvező német erőknek. A kormány élére Sztójay Döme volt berlini nagykövet került, Horthy pedig nem mondott le, e döntését napjainkig igen ellentmondásosnak ítélik meg. A megszállással együtt megkezdődtek az első szövetséges légibombázások is az ország ellen.
A német megszállás és a nyilas bábkormány emellett letartóztatásokat és sok szenvedést hozott az ellenzéki gondolkodású lakosoknak, továbbá megkezdődött több százezer magyarországi zsidó deportálása és tömeges legyilkolása.

## Előzmények

### Magyarország harctérré válik

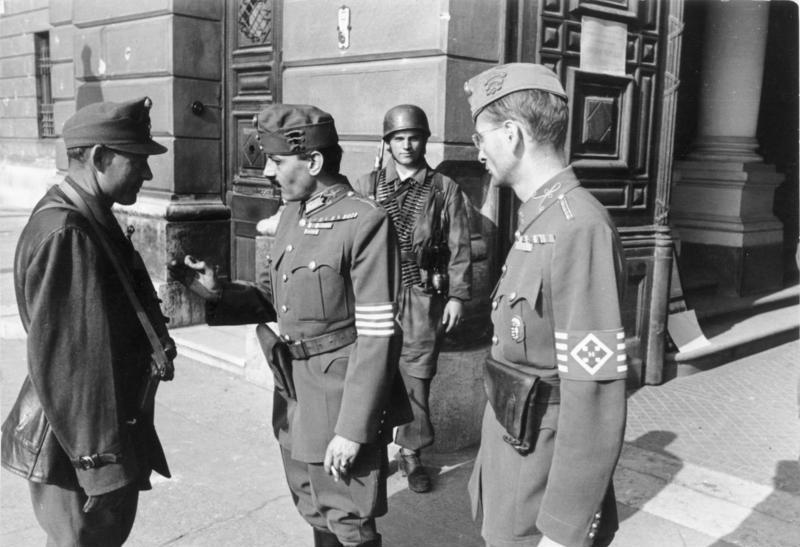
Nyilaskeresztes magyar katonatisztek 1944. október 16-án a Sándor-palota előtt, Budapesten. Háttérben egy őrséget adó német ejtőernyős

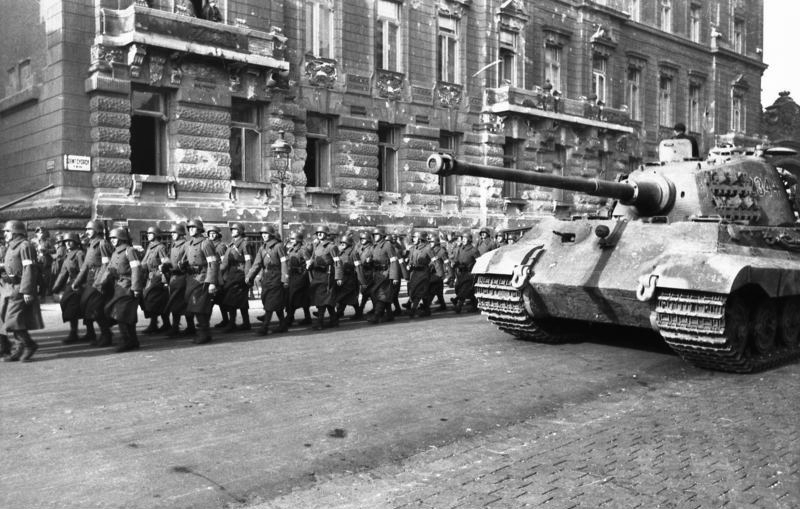
Német Királytigris és nyilas pártszolgálatosok a budai várban, a Szent György téren

1944. augusztus 23-án Romániában megbuktatták Ion Antonescu marsallt, az  átállt a szövetségesekhez. Két nappal később a szovjet csapatok ellenállás nélkül érték el a magyar határt Erdélynél. A magyar 3. hadsereg a Maros vonaláig szorította vissza a román erőket, ám az ország területe hamarosan hadszíntérré vált, amikor a magyar határra felzárkózó szovjet erők október 6-án megindították az általános támadást. A Marosnál húzódó védvonal áttörése és Észak-Erdély elfoglalása alig 20 napot vett igénybe. A német háborús érdekek szempontjából Magyarország Tiszától nyugatra eső területének megtartása nélkülözhetetlen volt a harc további folytatásához. Albert Speer birodalmi fegyverkezési miniszter szeptemberi jelentésében többek között a nagykanizsai
kőolajmezőt, a magyar repülőgépgyártó üzemeket és fegyvergyárakat, az alumíniumgyártáshoz szükséges magyar bauxitbányákat, a tengeralattjáró-akkumulátorok szempontjából fontos antimontermelést, valamint az acélgyártáshoz Magyarországon bányászott magnéziumot kiemelten fontosnak jelölte meg.
A német hadvezetés ennek megfelelően már szeptember 21-én hozzálátott, hogy védelmi vonalakat alakítson ki az ország területén. Ezekből hármat hoztak létre: a Dunántúlon, a Balaton és a Velencei-tó között a Margit-vonalat, Budapesttől keletre az Attila-vonalat és a Mátrában a Karola-vonalat. Az Attila-vonal építésén a szlovák műszaki hadosztály háromezer katonája, munkaszolgálatosok és kivezényelt civilek dolgoztak, létszámuk november 11-re elérte a 28 000 főt. A védelmi vonalnak három védelmi övet építettek, az elsőt Alsógöd–Veresegyház–Maglód–Ecser–Dunaharaszti, a másodikat Dunakeszi–Mogyoród–Isaszeg–Pécel–Pestszentimre–Soroksár vonalában, míg a harmadik közvetlenül a pesti kerületek mentén húzódott.
Október 15-én Horthy kiugrást kísérelt meg és rádióproklamációban jelentette be a fegyverszünetet a szovjetekkel. A német hadvezetés azonban már régóta tudott a tervekről, így a kivezényelt német egységek felfegyverzett nyilas pártszolgálatosokkal, valamint a nyilas befolyás alá került karhatalommal kiegészülve egy nap alatt ellenőrzésük alá vonták a fővárost, míg a tábornokok többsége nem engedelmeskedett a felhívásnak. Csupán néhányan, mint Miklós Béla, választották a szovjetekhez átállást. Horthy, akit a fia életével zsaroltak meg, végül beleegyezett Szálasi Ferenc kinevezésébe, aki előbb szélsőjobboldali koalíciós, majd a többi párt betiltása után tisztán nyilaskeresztes kormányt hozott létre.

### Harcok Budapest térségében

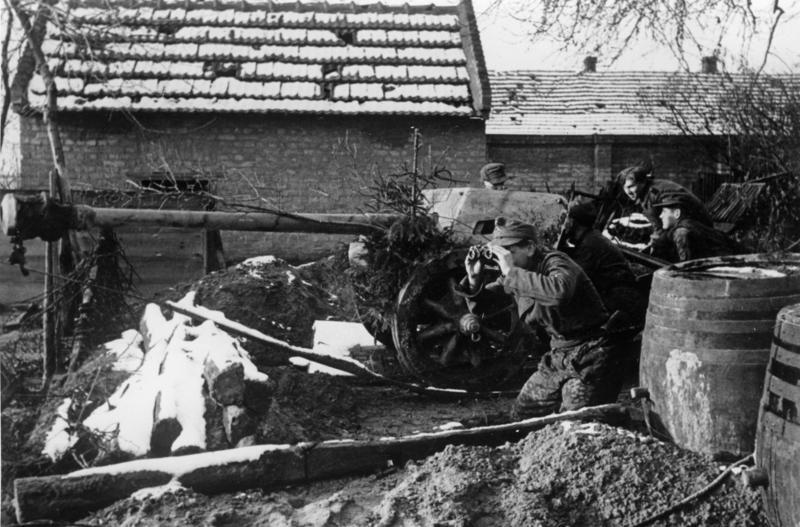
A 8. SS Florian Geyer lovashadosztály katonái egy 7,5 cm PaK 40 mellett tüzelésre készen

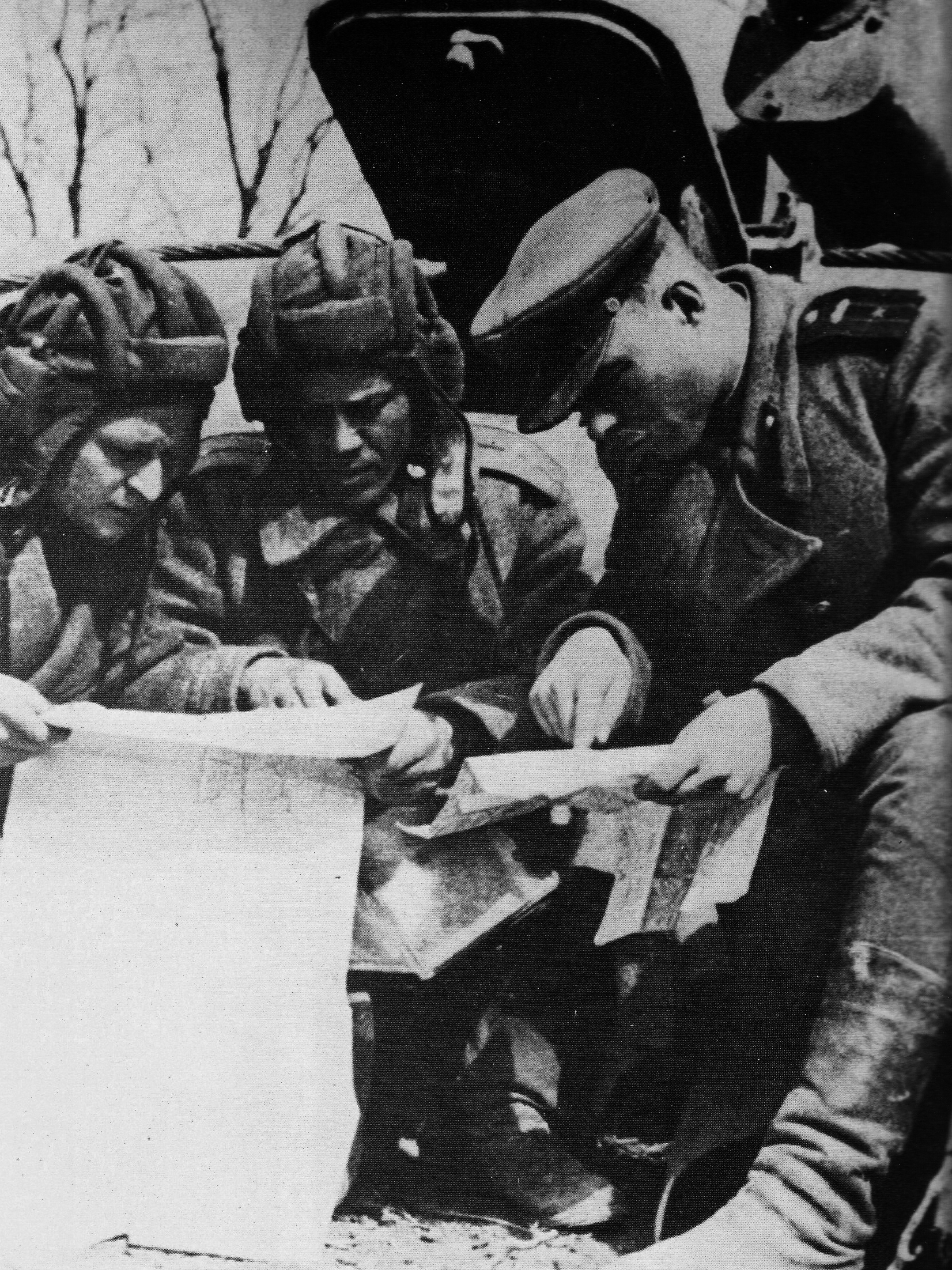
Szovjet harckocsi kezelőszemélyzete Budapest előterében térképeket tanulmányoz

A német–magyar erők a kiugrást követően, a Budapestről odavezényelt német alakulatokkal kiegészülve a hortobágyi páncéloscsatában súlyos veszteségeket okoztak a szovjet erőknek, ám eddigre Budapest már csupán 100 kilométerre feküdt az arcvonaltól. Sztálin tartott attól, hogy a britek partra szállnak a Balkánon, és hamarabb érik el Bécset, mint saját csapatai. A háború utáni felosztásra gondolva ő akarta megszerezni a települést, ám ehhez előbb Budapestet kellett elfoglalni, hogy annak infrastruktúráját zavartalanul használhassák a további előrenyomuláshoz. Ezért kiadta a parancsot Rogyion Malinovszkij marsallnak, hogy az általa vezetett 2. Ukrán Front menetből foglalja el a magyar fővárost, majd tovább nyomuljon Bécs irányába. Az október 29-én 14 órakor megindított szovjet támadás a vártnál jóval szívósabb ellenállásba ütközött, és csak október 31-re sikerült elfoglalniuk Kecskemétet. Ezzel szertefoszlott az a remény, hogy a fővárost november 7-re, az 1917-es októberi orosz forradalom évfordulójára bevegyék.
November 2-án gépesített egységek 15 kilométerre álltak Budapesttől. 3-án ugyan elérték Ferihegyet és pár páncélos elérte az Üllői utat, a támadás végleg elakadt, és november 8-án kiverték a szovjeteket az Attila-vonalból. Sztálin a kudarcot látva újabb 200 páncélost és 40 000 embert bocsátott Malinovszkij rendelkezésére, aki folytatni akarta a főváros bekerítését északról, ám nem tudta áttörni a tengelyhatalmi vonalakat. Délen viszont sikerült átkelnie a Csepel-szigetre november 21-én.
Az új nyilas kormányzat jelentős személycseréket hajtott végre a teljes közigazgatásban; Budapest új főpolgármestere Mohay Gyula ügyvéd, nyilas fővárosi közgyűlési tag lett. Már korábban felmerült a főváros nyílt várossá nyilvánítása Róma és Athén mintájára, és Szálasi, valamint a német katonai vezetés sem ragaszkodott annak katonai védelméhez. Hitler azonban kezdettől fogva ragaszkodott a város végsőkig való megtartásához. November 23-án ezért elrendelte a város védelmét „az utolsó tégláig”, december 1-jén 11. számú parancsában pedig erőddé nyilvánította azt. A magyar hadvezetés ennek ellenére még december elején is számolt a nyílt várossá nyilvánítás lehetőségével, és Szálasi ismételten ellenezte a tervet. A német diplomácia azzal érvelt, hogy Németországban is minden helységet a végsőkig fognak védeni, míg Edmund Veesenmayer különleges megbízott jóval nyíltabban úgy fogalmazott, hogy „nem törődünk vele, ha Budapest tízszer is elpusztul, ha ezzel Bécset védeni tudjuk”. Szálasit Hitler meggyőzte ennek szükségességéről december 4-i látogatása során.
A nyilas kormány eközben hozzálátott Budapest kiürítéséhez, a közigazgatást a Dunántúlra és Németországba tervezték kiüríteni, illetve kitelepíteni, amiről november 28-án kormányrendelet is született. Ez lehetővé tette a dunántúli nagy számú menekültnek, hogy a Német Birodalom területére települjön át. December 3-i kinevezése után az ezzel kapcsolatos koordinációt Magyarossy Sándor vezérezredes végezte kormánybiztosként.

### Budapest bekerítése
Eközben a szovjet hadvezetés az addig Belgrád térségében harcoló 3. Ukrán Frontot is Magyarországra vezényelte át, amely délkeletről támadva közel került ahhoz, hogy ő zárja be nyugatról a főváros körüli gyűrűt, Malinovszkij azonban nem akart osztozkodni a dicsőségen. December 4-én ezért parancsot adott déli irányban a Dunán történő átkelésre, amelynek során azonban egységei súlyos veszteségeket szenvedtek, és csak Tolbuhin marsall csapatainak közeledése stabilizálta hídfőállásaikat. Északon december 5-én indult meg a támadás, itt sikerült áttörni a német védvonalat, a védőknek a rés betömésére pedig nem volt elegendő tartalékuk, így a 2. Ukrán Front katonái december 9-én elérték Vácot és Balassagyarmatot. December 13–14-e során azonban a Szent László hadosztály alá tartozó II. ejtőernyős zászlóalj és néhány német egység rövid időre visszafoglalta Fótot.
A szovjet vezetés december közepén készült el az újabb haditervvel, amelynek értelmében a 3. Ukrán Front Székesfehérvár irányába támad, illetve felzárkózik Buda felé, míg a 2. Ukrán Front Esztergomnál zárja be az ostromgyűrűt. Ezzel egy időben a németek is offenzívát terveztek a Dunántúlon 400 páncélossal és 40 000 katonával, hogy a Duna vonala mentén hozzanak létre védvonalat, de a Spätlese („Kései Szüret”) hadműveletet üzemanyag-, és lőszerhiány, valamint a rossz időjárás miatt kétszer is elhalasztották, december 20-ra, majd 22-re. A szovjetek azonban harckocsijaik jobb terepjáró-képességét kihasználva már december 20-án támadásba lendültek, és 23-án elérték, másnap pedig elfoglalták Bicskét, ami megnyitotta az utat Buda felé, valamint elvágták a főváros vasúti összeköttetését is.
A fővárost ekkor már nyugatról szinte semmi sem védte, a német erőket ugyanis lekötötte az ardenneki offenzíva, a pesti oldalról egységek elvonása ugyanakkor az ottani védelmet gyengítette volna. Hitler kezdetben elutasította a 8. SS Florian Geyer lovashadosztály kivonását, hogy nyugaton védekezzen a szovjetek ellen, ám december 24-én mégis hozzájárult ehhez. A pesti hídfő feladását azonban nem engedélyezte. A helyi német parancsnokok nem voltak képesek a nehéz helyzetben önálló döntéseket hozni, így a pontos információk ellenére december 25-én szovjet kézre került az üzemanyagraktár, illetve az élelmiszerraktár nagy része. Karl Pfeffer-Wildenbruch, a IX. SS-hegyihadtest Hitler által kinevezett parancsnoka még 24-én utasította a német ellátóegységeket, hogy hagyják el a várost. Velük együtt távozott a nyilasok és családjaik egy része, valamint a Gestapo tagjai. Egy nappal korábban elhagyta a fővárost Mohay főpolgármester is, amit a háború után menekülésként értékeltek. A szovjetek december 24-én foglalták el Budakeszit, az ostromgyűrű budai oldalát december 25-én zárták be, majd 26-án elfoglalták Esztergomot, létrehozva a bekerítés külső gyűrűjét. A belső gyűrű Budafok, Pesthidegkút, Pilisvörösvár és Budakalász mentén húzódott, és eddigre Budapest összes elővárosa szovjet kézre került.

## Az ostrom

### Ultimátum a német parancsnokságnak

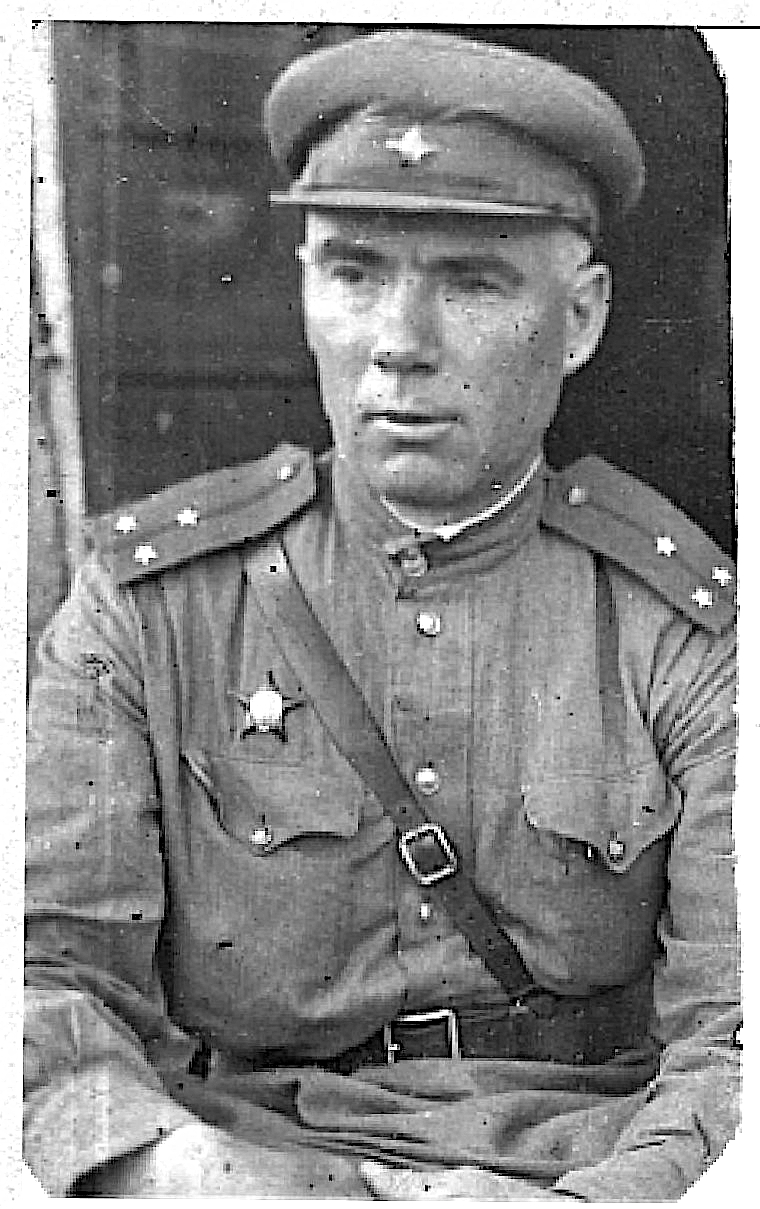
Ilja Afanaszjevics Osztapenko hadikövet

December 25-én Malinovszkij, Tolbuhin és Tyimosenko a Hevesen kialakított főhadiszálláson megtárgyalta a közelgő támadás terveit: a pesti oldalon a 2. Ukrán Front 70, a budai oldalon a 3. Ukrán Front 70–75 ezer katonája állt. Zaharov vezérezredes, a 2. Ukrán Front vezérkari főnöke javaslatára döntöttek arról, hogy követek útján megadásra szólítják fel a bekerített városban rekedt erők parancsnokát, Pfeffer-Wildenbruchot. Pesten Steinmetz Miklós kapitányt (százados), Budán pedig Ilja Osztapenko századost jelölték ki erre a feladatra. December 28-án jó előre hangszórókon és röpcédulákon jelezték a hadi követek útját, ám hivatalos bejelentés nem történt a német parancsnokság részére. Másnap mindkét követ meghalt, máig tisztázatlan körülmények között, amivel kapcsolatos legendák részletesen feldolgozásra kerültek. Az események egyik lehetséges verziója olvasható a következő bekezdésben.
Steinmetz december 29-én, reggel 10 órakor indult el egy amerikai dzsippel, három szovjet tiszt követte gyalogosan. Litteráti-Loótz Gyula visszaemlékezése szerint a jól látható német aknazár előtt a dzsip azonban csak lassított, és megpróbált azon átkelni, ám ráfutott az egyik aknára, és Steinmetz, valamint orosz kísérője meghalt. Bár a történet hitelessége kétségbe vonható, az újabb kutatások szerint a követ halála a balszerencsének és a hanyagságnak tudható be. Osztapenko csoportja egy órával később már ebből okulva gyalogosan közelítette meg a tengelyhatalmi vonalakat, amit sikeresen el is értek. Szemüket bekötve, gépkocsival szállították tovább őket, ahol egy német alezredes vette át az ultimátumot. Pfeffer-Wildenbruch felettesei engedélye nélkül fel sem bonthatta a borítékot, így inkább válasz nélkül visszaküldte azt a parlamentereknek, akik ezután visszaindultak vonalaikhoz. A német állásokra azonban szovjet aknatűz zúdult, ám ők a németek figyelmeztetése ellenére is megkísérelték a visszajutást. A századossal egy gránátrepesz végzett. A szovjet hadvezetés nem tanúsított nagy jelentőséget a balsikerű akciónak, az elkövetkező években azonban a kommunista propaganda igyekezett saját céljaira használni az eseteket, ezzel igazolva a németek és magyar segítőik kegyetlenségét; a két követnek szobrot is állítottak.

### A harc jellege

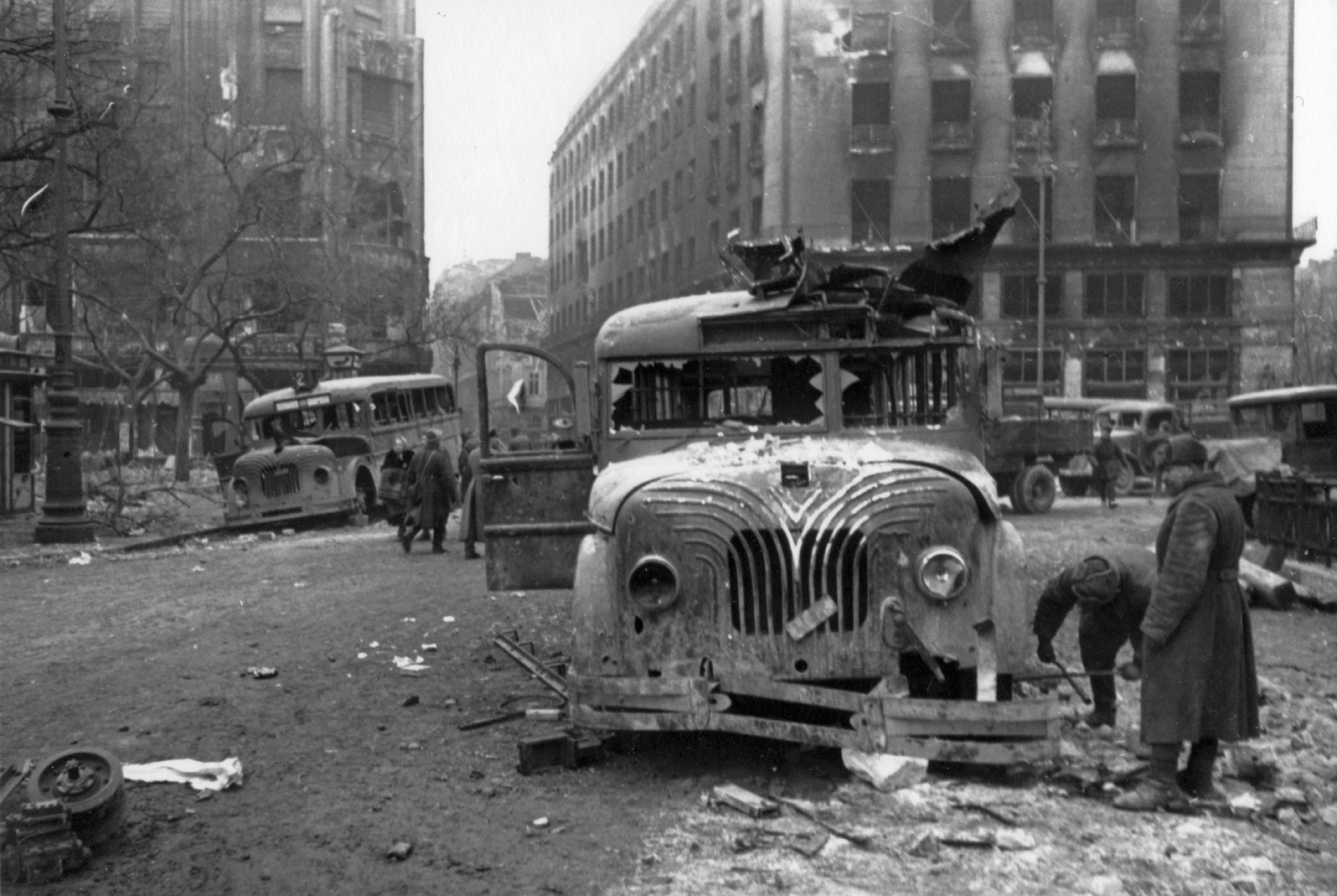
Sérült polgári járművek és civilek az ostromlott Budapesten

A város ostroma mindkét felet nagy kihívások elé állította. A szovjetek támaszkodhattak korábbi városi harcokban szerzett tapasztalataikra, ám ez volt az első eset, hogy milliós nagyvárost ostromoltak meg. Ezek alapján minden hadosztályban rohamcsoportokat hoztak létre, és a lövészhadosztályok támadásának sávjait úgy jelölték ki, hogy legalább háromszoros túlerőben legyenek. Kezdetben gondot okozott a támadó hadtestek tevékenységének összehangolása, aminek kiküszöbölésére Ivan Afonyin altábornagy vezetésével létrehozták a budapesti csoportot. A szovjetek a belső kerületekben igyekeztek a szennyvízcsatornákat is kihasználni az előrenyomulásra, ezért a németek a földalatti vasút vonalát a Városligetnél elaknásították, illetve több szakaszt befalaztak. A szovjetek számos módon próbálták megtörni az ellenállást, például civileket tereltek maguk előtt a rohamoknál. Mindkét fél alkalmazott civil ruhás fegyvereseket, akik jól el tudtak vegyülni a helyi lakosság között.
A német és magyar csapatoknak kezdettől fogva gondot okozott a lőszer szűkössége és az utánpótlás hiánya, ám a lassú előrenyomulás és a védők fogyatkozása miatt mind több fegyver jutott a túlélőkre. A város külső részén lévő raktárak elveszítése után a védőknek mintegy egy hétre elegendő készletük (450 ezer tonna lőszer, 120 ezer liter üzemanyag és 30 ezer ételfejadag) maradt, napi 80 tonna lett volna szükséges a sikeres védelemhez. Gerhard Conrad vezetésével ezt a levegőből próbálták biztosítani ledobással és tehervitorlázó gépekkel, de átlagban ennek alig felét sikerült célbajuttatni. A németek a főbb stratégiai pontok védelmét műszaki akadályokkal (pl. elektromos akadályok, aknazár, tankcsapdákkal) erősítették meg, például így zárták le a teljes Nagykörutat. Csendőrökből és rendőrökből második védvonalat hoztak létre, akiknek az átszivárgó szovjetekkel való harc volt a feladatuk, mivel erre sok lehetőség nyílt a sűrűn épített házak következtében nem összefüggő első vonal miatt.
Összesen hat hevenyészett védőállás húzódott Pesten. A híradóeszközök pusztulása után csak futárok útján tudtak kommunikálni a német–magyar csapatok, így az irányítás is egyre inkább a helyi harccsoportok kezébe került. A csapatok helyzete óráról órára változott, ezért egyik fél sem kapott teljesen pontos képet a front mozgásáról. A budai oldalt védő erők a ritkásan beépített hegyoldalon sajátos taktikát alkalmaztak: az első vonal egyes villákban védekezett, ezek között azonban nem voltak csapatok, amelyek a második vonalban várták volna a szovjetek betörését. Ezek a jól felfegyverzett rohamcsapatok rajtaütéseket hajtottak végre és folyamatosan zaklatták a résekbe benyomult szovjet erőket. A taktikát a magas harci morállal rendelkező egységek eredményesen alkalmazták, gyakran egész támadó ékeket fogva el.

### Pest ostroma

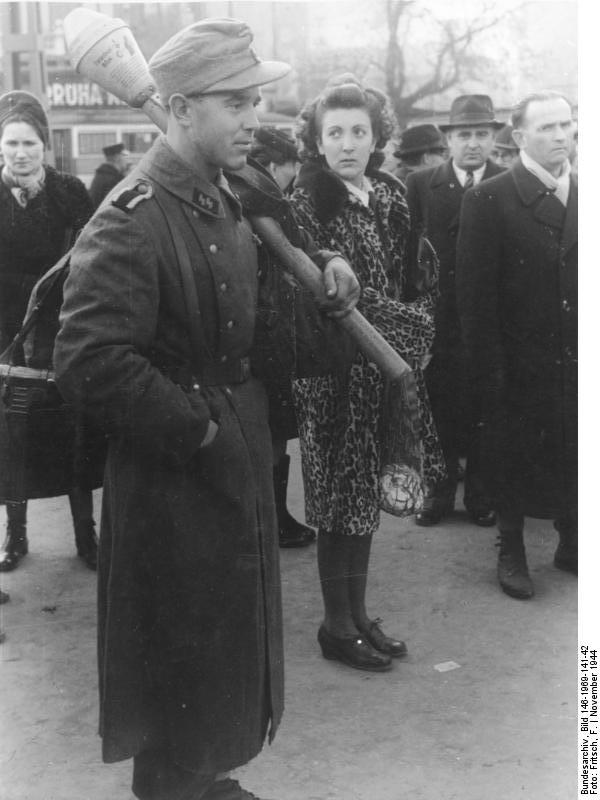
Panzerfausttal felszerelt Waffen-SS katona a városban. A védők az utcai harcok során 200 szovjet páncélost lőttek ki

A városban lévő német parancsnokság december végén még reménykedett abban, hogy utasítást kapnak a kitörésre. Pfeffer-Wildenbruch december 26-án a rádióban be is jelentette, hogy hamarosan kitörnek, de Hitler december 28-án érkező kategorikus tiltó parancsára ezt azonnal leállították. Hindy Iván magyar parancsnokot, aki korábban maga is javasolta a kitörést, nem vonták be a döntésbe, és az elutasítást a német parancsnok még csak indoklással sem látta el. Ezekben a napokban a főváros külvárosaiban már harcok folytak a szovjet–román támadások visszaverése céljából. December 30-án a szovjetek ezer löveggel indítottak három napon át tartó tüzérségi előkészítést, naponta 7–10 órán át lőve a várost, ezek szünetében pedig bombázógépekkel támadtak. A szovjetek nagy tűzerőt koncentráltak a gyalogság támogatására: egy légihadtest, két áttörő tüzérhadosztály, valamint 15 tüzér-, illetve aknavető dandár vagy ezred, illetve harckocsik kerültek bevetésre.
A szovjetek már az első napon jelentős területeket nyertek Pest keleti és déli részén, és a németeknek ki kellett üríteniük Pestszentimrét. A következő napon indított német–magyar ellentámadás azonban rövid időre visszaszerezte Mátyásföldet és a repülőteret. A Vörös Hadsereg január 1-jén folytatta a támadást Pestújhely irányába, az akkori közigazgatás szerinti első pesti házat is aznap foglalták el Sashalom mellett. A szovjet–román csapatok elérték a Rákos-patakot is, aminek túlpartját az elkövetkező két napban a folyamatos ellentámadások ellenére is sikerült megtartaniuk. A szovjetek másnap két kilométernyire megközelítették az Örs vezér teret, valamint ötszáz méterre a Lóversenytéren kialakított szükségrepülőteret, amit hamarosan aknavetőkkel is be tudtak lőni. Ezt követően a német pilóták a légi utánpótláshoz csak az észak-csepeli leszállópályát használhatták. Budán még viszonylagos nyugalom volt ebben az időszakban, így a német parancsnokság is igyekezett átcsoportosítani erőit Pest védelmére.
A szovjetek Fót és Csömör között indított támadása január 5-én érte el mély betöréssel Zuglót. Január 6-án a németek feladták Soroksárt, szovjet kézre került Kőbánya és Zugló keleti része, valamint tüzérségi hatókörükbe került az észak-csepeli repülőtér, amit másnapra használhatatlanná bombáztak. 7-én elfoglalták Kőbánya egész területét, míg délen kemény harc folyt Kispestért, amit másnapra már teljes egészében a szovjetek ellenőriztek. Malinovszkij célja a hídfő északi és déli szárnyának megszüntetése volt, hogy külön-külön semmisíthessék meg a bekerített erőket. Ezt a veszélyt német parancsnokság is érzékelte és 8-án Észak-Pesten indított ellentámadást magyar egységekkel kiegészülve a Czobor utcáig, amelynek során a Csömöri utat is sikerült elérni, de a visszafoglalt terület nagy részét még aznap feladni kényszerültek.
Ekkor már napok óta zajlottak a súlyos harcok a Rákosrendező vasútállomás körül, ahol 9-én a szovjetek nagy túlerővel indítottak támadást, és a következő napra be is tudtak venni. A védőknek ezután fel kellett adniuk Újpestet, amelyet másnapra ki is ürítettek, ezt követően pedig Zugló is a támadók kezére jutott. A román 7. hadsereg eközben elfoglalta a Lóversenyteret, majd a Kerepesi úton keresztül betört a Hungária körútra, és visszaverte a németek ellentámadásait, melyet a szükségrepülőtér visszafoglalására indítottak. 11-én napokig tartó kemény küzdelem kezdődött a Városliget birtoklásáért, valamint az Angolpark és Széchenyi fürdő ellenőrzéséért. Az Állatkert állatainak és épületeinek nagy része elpusztult a harcokban, másnapra a Liget nagy része már szovjet kézen volt. Január 13-ára a német parancsnokság számára is nyilvánvalóvá vált Pest elvesztése, ennek dátumát azonban jelentésükben január 15-re tették.
Afonyin ekkor már a Nyugati pályaudvarnál vezényelte támadásra csapatait, a 10. magyar gyalogoshadosztály pedig a Hungária körútnál lévő állását feladva a Keleti pályaudvarhoz vonult vissza. A Keleti pályaudvart január 14-én, a Nyugatit január 15-én foglalták el a szovjetek, több helyen megkezdődött a megmaradt német–magyar erők visszavonulása a budai oldalra. Malinovszkij a közelgő győzelmet látva kivonta a román erőket és a felvidéki frontra csoportosította át őket, hogy a dicsőséget csak neki tulajdonítsák. Nicolae Sova tábornok kénytelen volt engedelmeskedni. Január 17-én megindult az utolsó szovjet roham Pesten, fél nyolckor Pfeffer-Wildenbruch megkapta az engedélyt a pesti oldal kiürítésére, ami másnap reggelig meg is történt, ezzel véget ért Pest ostroma.
(1945 első napjaira közel egymillió civil kényszerült pincékbe, illetve az előkészített óvóhelyekre, ahonnan a téli hidegbe kimerészkedve gyakran még az ivóvízhez és élelemhez jutás is életveszélyes vállalkozásnak számított. A szünetelő közműszolgáltatások és élelmiszer-ellátás miatt januárra tömeges éhezés, a csatornázás és szemétszállítás hiánya miatt pedig járványveszély alakult ki.)

### Budapest hídjainak felrobbantása

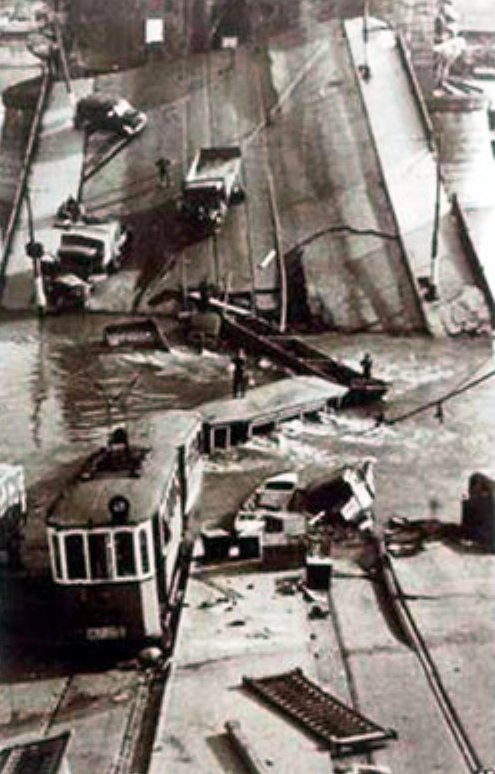
Az 1944. november 4-én felrobbantott Margit híd

Az ostromra készülve a német utászok október végén elkezdték aláaknázni a főváros Duna-hídjait, hogy a budai oldalra történő visszavonulás után azokat felrobbantva nehezítsék meg az átkelést az ellenség számára. Azonban az ostromnak azon időszakában, amikor még voltak német csapatok a pesti oldalon, a szovjetek is érdekeltek voltak ezek megsemmisítésében, hogy a visszavonulást lehetetlenné tegyék. Az utolsó robbantásra előkészített híd a Margit híd volt, amelyen novemberben is dolgoztak. 1944. november 4-én délben a híd váratlanul felrobbant, éppen akkor, amikor a szombati csúcsforgalom haladt át rajta. Mintegy 40 német utász és 100–600 magyar civil vesztette életét a robbanásban, ami valószínűleg véletlenül következett be, mikor a már felszerelt robbanóanyag-tölteteket élesítették, és az egyik vezetékből szivárgó gáz szikrát kapott. A robbanásban meghalt a hibát elkövető Friedrich Gauss tűzszerész is. A nyilasok kommunista szabotőröket sejtettek az akció mögött, míg a lakosság között az a hír terjedt, hogy a németek a polgári lakosság megfélemlítése érdekében robbantottak. December 29-én a két vasúti hidat már szándékosan robbantották fel.
1945. január 14-én a Pestről Budára visszavonuló német csapatok felrobbantották a Horthy Miklós hidat (mai Petőfi híd). Január 16-án éjszaka a Ferenc József híd (a mai Szabadság híd) robbant fel, a német jelentések szerint szovjet bombatámadás, míg a magyar jelentések szerint szándékos német akció miatt. Január 17-én, Pest kiürítésének napján felrobbantották az Erzsébet hidat a szovjetek közelsége miatt, a visszavonulás az egyedül épen maradt Lánchídon folytatódott. A káoszba fulladó kiürítés másnap hajnalig folytatódott, a szovjetek eközben folyamatosan bombázták az átkelőket, katonáknak és civileknek egyaránt, súlyos veszteségeket okozva. A lőszerhiány miatt a jól láthatóan felvonult szovjet lövegekben nem tudtak kárt tenni, miközben közelharc folyt a kiürítés fedezésére. A Lánchíd másnapi felrobbantásakor még többen tartózkodtak rajta. A pesti oldalon rekedt katonák ellenállását csak két nap múlva számolták fel teljesen.

### Harc a Margit-szigetért
Január 18-án, a pesti oldal feladása után kezdődött meg a harc a Margit-szigetért, amit Karl Weller SS zászlóalja, az egyetemi rohamzászlóalj százfős egysége és egy kisebb, Litteráti-Loótz Gyula által vezetett magyar páncéltörő egység védett. Hajnalban néhány fős szovjet egység vetette meg lábát a sziget északi részén lévő betonpillérnél, akiket sem a német gyalogság, sem a másnap reggel bevetett magyar ágyúk nem tudtak kifüstölni, de ők sem tudtak előrenyomulni. Január 21-én a német őrség elaludt, így újabb szovjetek keltek át a befagyott Dunán, akik szintén jól védhető helyre fészkelték be magukat. Másnap hiába próbálkoztak ellentámadással, így este a szovjetek aknavetőket és géppuskákat is tudtak erősítésként hozni. 23-án a Palatinusnál kettévágták a szigetet, annak északi részét a sötétség leple alatt kiürítették. Az ezt követő napokban a tüzérség és a légierő folyamatosan lőtte a sziget német kézen maradt részét, fokozatosan nyomulva előre, de a német–magyar csapatok még január 29-ig tartották állásaikat. Az este folyamán vonultak végül vissza, ezután a Margit híd épen maradt részét is felrobbantották.

### Buda ostroma
Buda védelmének gerincét a Pestről átdobott 8. SS lovashadosztály adta, emellett csupán a bekerítés elől visszavonuló egységek töredékei, az egységüktől elszakadt németekből felállított „Europa” riadózászlóalj és önkéntes egységek, mint a Vannay-zászlóalj és az egyetemi rohamzászlóalj, csendőrök illetve hungarista harccsoportok álltak rendelkezésre. Kezdetben a szovjetek sem rendelkeztek a támadáshoz elegendő gyalogossal, délen azonban hamar felzárkóztak a gépesített csapatokhoz, így még decemberben elfoglalták Albertfalvát és a Kelenföldi pályaudvar egy részét. A német hadvezetés december 27-én indított ellentámadást, ami sikerrel foglalta ezt vissza, majd december 29-én újabb sikeres ellentámadásra került sor.
A harcok fő pontja hamarosan a Városmajor lett, mivel ennek ellenőrzése alapvető fontosságú volt Buda ellenőrzéséhez. Ezt a Vannay-zászlóalj katonái igyekeztek minél jobban megerősíteni műszaki akadályokkal, géppuskákkal és páncéltörő kézifegyverekkel, valamint nehézfegyverzettel. A Széll Kálmán téren tüzérséget állítottak fel támogatásukra. A január 1-jei támadás kezdeti szovjet sikerei után a Vannay-zászlóalj visszaverte őket, majd ellentámadásban visszafoglalta elvesztett állásait, amit január 19-ig tudtak ezután tartani.
A támadók az év elejére harc nélkül szerezték meg a Rómaifürdőt, valamint nagyobb harc nélkül Budakalászt és Békásmegyert. Január 3-án a Mátyás-hegy hétszer is gazdát cserélt, az ezt követő szovjet rohamok azonban január 7-ig nem jártak sikerrel.
Nagy harcok folytak még a Sas-hegy birtoklásáért is, aminek elvesztése esetén kétségessé vált volna Buda védelme, mivel onnan be lehetett látni a környező részeket és oda tüzérségi tüzet irányítani. Január 20-án támadás indult a Farkasréti temetőben is, ami azonban elakadt, és a január 25-én SS csapatokkal indított ellentámadás visszafoglalta azt. Pest elfoglalásáig azonban viszonylagos nyugalom volt Budán, a kiürítést követő napokban pedig az áthozott katonák enyhítették az itteni katonai helyzetet, hiszen a befagyott Dunán nem kellett szovjet támadástól tartani.
Január 20-a után a német felmentési kísérletek szovjet csapatokat vontak el, a városban mintegy egyheti nyugalom következett, a város déli részén napokra megszűnt az állandó tüzérségi tűz is. Addigra Buda 722 háztömbjéből 114 került szovjet kézre. A német parancsnokság igyekezett ezeket a napokat az arcvonal kiigazítására kihasználni, valamint felkészültek, hogy szükség esetén megpróbálják visszaszerezni a budaörsi repülőteret az ellátási gondok megszüntetésére. A január 22-i harcokban Afonyin altábornagy repesztalálattól megsérült, a Budapest csoport parancsnokságát Managorov vette át. Az elkövetkező napokban lassan újraindultak a szovjet támadások, elkezdték a Sas-hegy bekerítését, valamint elfoglalták a Városmajort. Az előrenyomuló vöröskatonák már kézifegyverekkel is be tudták lőni a Vérmezőt, az utolsó szükségrepülőteret, ahol az utánpótlást hozó vitorlázógépek leszállhattak.
Január 26-án értesült a német parancsnokság a harmadik felmentési kísérlet összeomlásáról, de Pfeffer-Wildenbruch egyelőre nem szánta el magát a kitörésre. Január 29-én német rohamlövegek fedezete mellett indult magyar ellentámadás a Városmajor visszaszerzésére, többek között középiskolásokból, kalauzokból és különítményesekből sebtében felállított egységgel, de a magyar gyalogság súlyos veszteségeket szenvedett, a fejenként kiosztott 45 puskatöltény hamarosan elfogyott, így a céljukat nem érték el. Este visszavonulási parancsot kaptak a Margit körúthoz, és mivel a védők kettévágása fenyegetett, a délen lévő egységeket a Gellért-hegyhez rendelték vissza. Január 30-án a szovjetek betörtek a Széll Kálmán térre. A tengelyhatalmi vonalak ezen a részen stabilizálódtak és megindult a küzdelem a kormányzati, közigazgatási funkciójú épületek miatt komoly célpontnak számító Várhegyért.

## Felmentési kísérletek
A Konrád-hadművelet január legelején indult német ellentámadás volt.

## Kitörési kísérlet
A Budán rekedt német-magyar védősereg a tél folyamán kemény ellenállást tanúsított, majd megpróbált kitörni a Várból. Az akció sikertelennek bizonyult, és óriási emberveszteséggel zárult.

## Híres áldozatok
Lásd: Kategória:Budapest ostromának áldozatai
- Bernauer Géza (1874–1945) gépész-, elektromos mérnök, gyárigazgató. Az Ericsson Magyar Villamossági Rt. volt igazgatója
- Dambrovszky Imre (1869–1945) pap, címzetes apát, egyetemi tanár
- Darvas János (1891-1945) költő, újságíró, szerkesztő, műfordító
- Eisenhoffer József (1900–1945) válogatott labdarúgó, csatár, majd edző
- Gombocz Endre (1882–1945) botanikus, tudománytörténész, bibliográfus
- Gulácsy Irén (1894–1945) írónő (Vitéz utca 2.)
- Joó Tibor (1901–1945) magyar történetfilozófiai író, könyvtáros
- Kúnos Ignác (1860-1945) nyelvész, turkológus, folklorista, a Magyar Tudományos Akadémia levelező (1893) tagja.[62]
- Márkus-Szoyer Ily (1915–1945) gyermekszínész, énekesnő (szoprán)
- Ilja Afanaszjevics Osztapenko (1904–1944) szovjet katonatiszt, hadikövet
- Pálházi Gyula (1910–1944) magyar fényképész és operatőr
- Pálmay Ilka (1859-1945) magyar színésznő
- Ságody Otmár (1881-1945) zeneszerző, zeneíró, népjóléti hivatalnok
- Steinmetz Miklós (1913–1944) a szovjet hadsereg századosa, hadikövet
- Takách-Tolvay József (1876–1945) politikus, magyar királyi altábornagy
- Tompa Ferenc (1893–1945) régész, az MTA levelező tagja
- Toroczkai Wigand Ede (1869–1945) magyar népies stílusú építész, iparművész és író
- Vágó Dezső (1882-1945) szobrász, iparművész, éremművész.
- Wirth Károly (1909–1944) magyar szélsőjobboldali politikus

Halálozási helye ismeretlen:
- Sebesi Ernő (1893–1944) magyar orvos, költő, drámaíró, műfordító.

## Következmények
A várost elfoglaló szovjet erők a lakossággal szemben gyakran kíméletlenül léptek fel, számos atrocitást követtek el, amelyek közül legjelentősebb a magyar férfi állampolgárok tömegeinek Szovjetunióba hurcolása volt kényszermunka céljából. (Málenkij robot) A kényszermunkára vitt emberek többsége csak évekkel később vagy egyáltalán nem érkezett haza.
Az ostrom alatt és után a szovjet katonák százezres nagyságrendben követtek el szexuális erőszakot a városban élő nőkkel szemben.

### Lásd még
Elpusztult nevezetes magyarországi dokumentumok listája

## Galéria

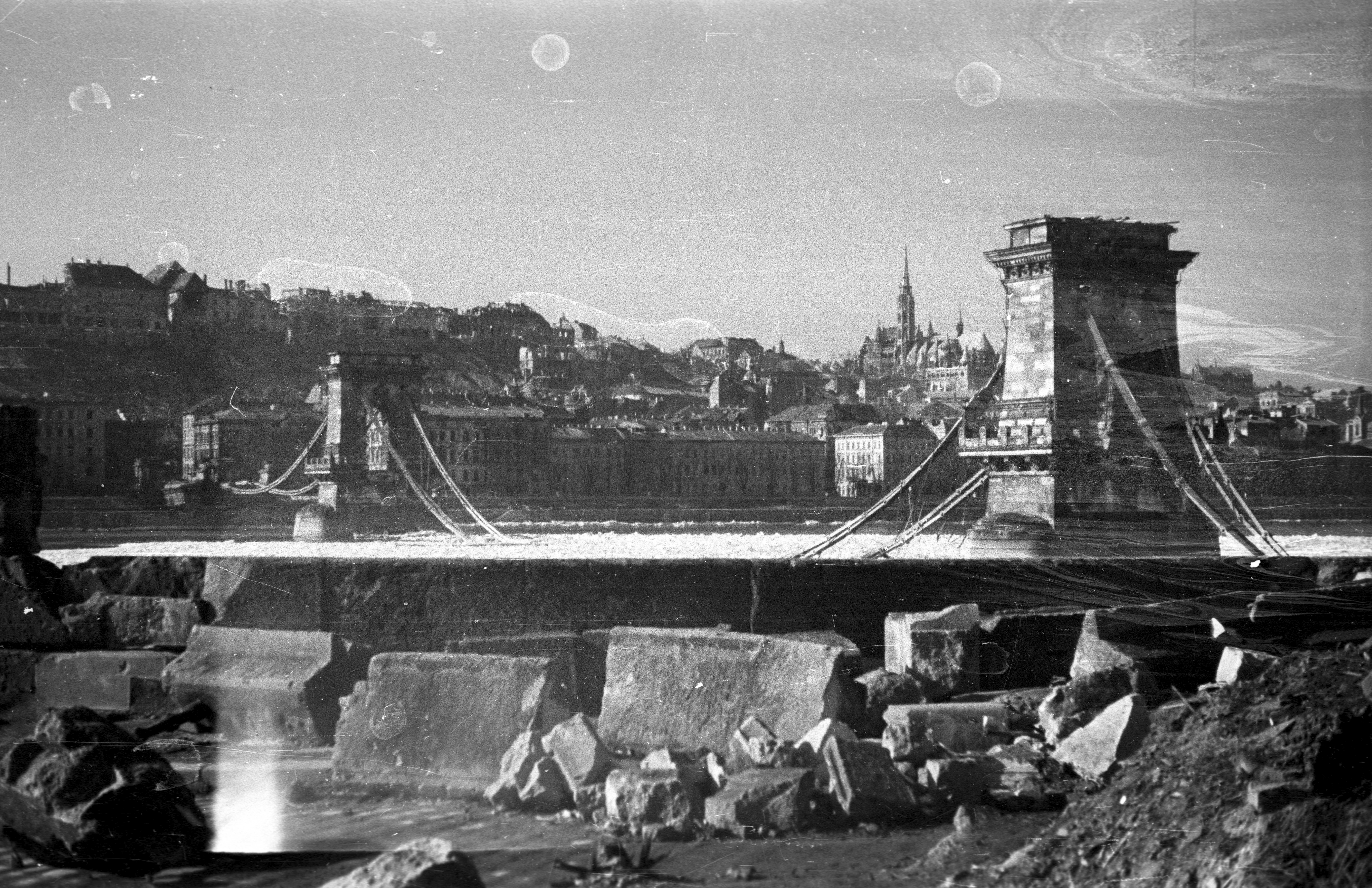
A felrobbantott Lánchíd
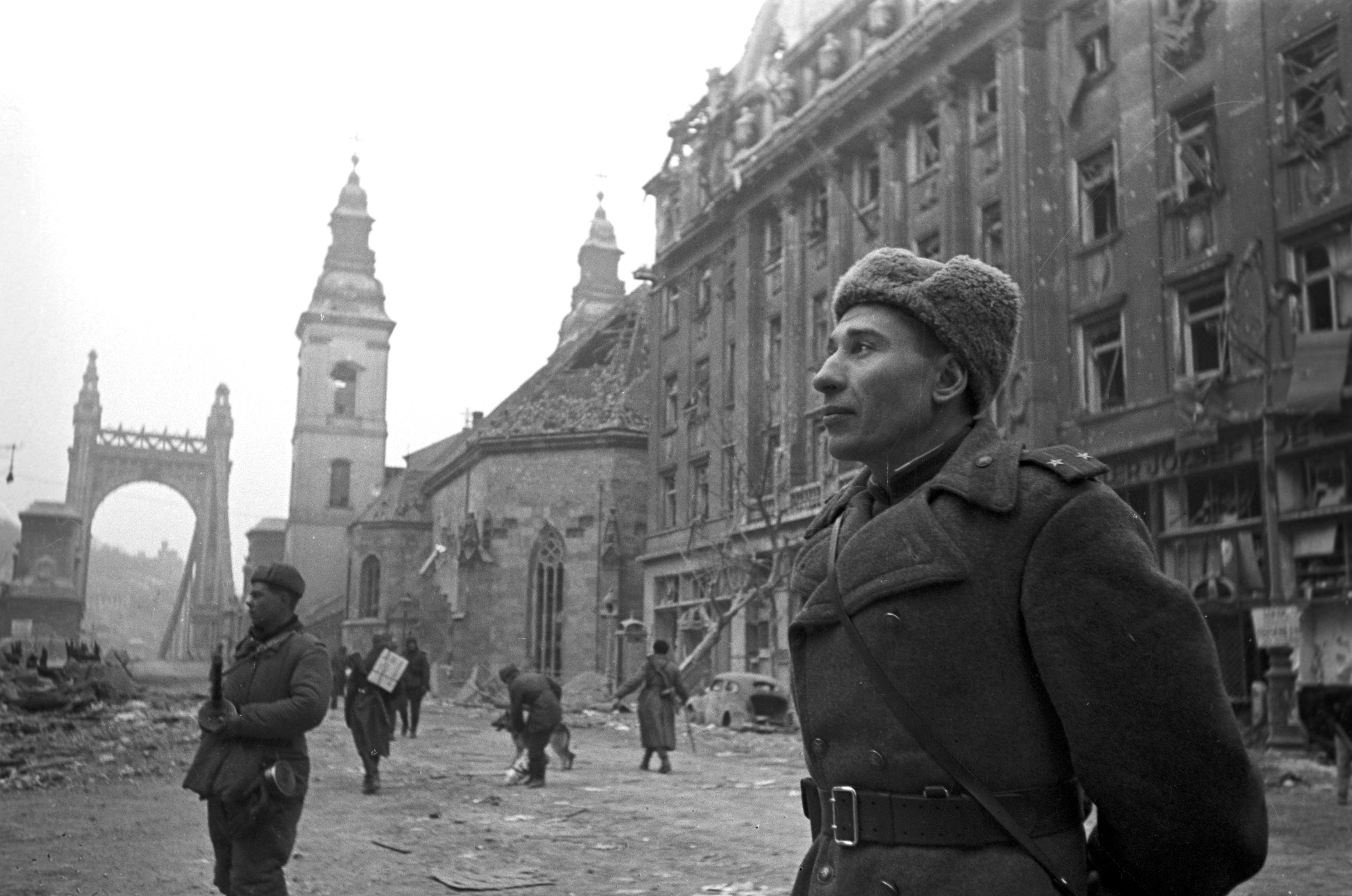
Szovjet katonák a budapesti Apponyi téren 1945-ben
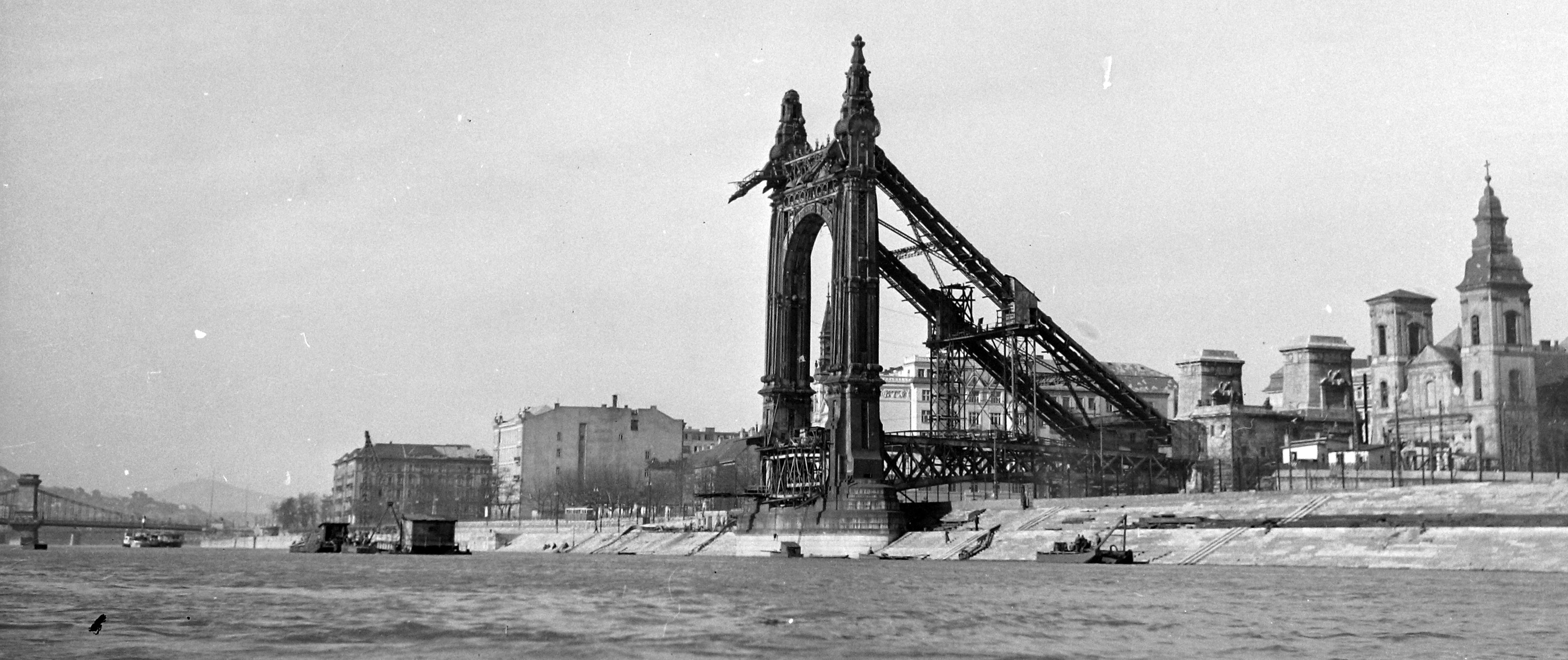
Az Erzsébet híd megmaradt roncsa 1949-ben
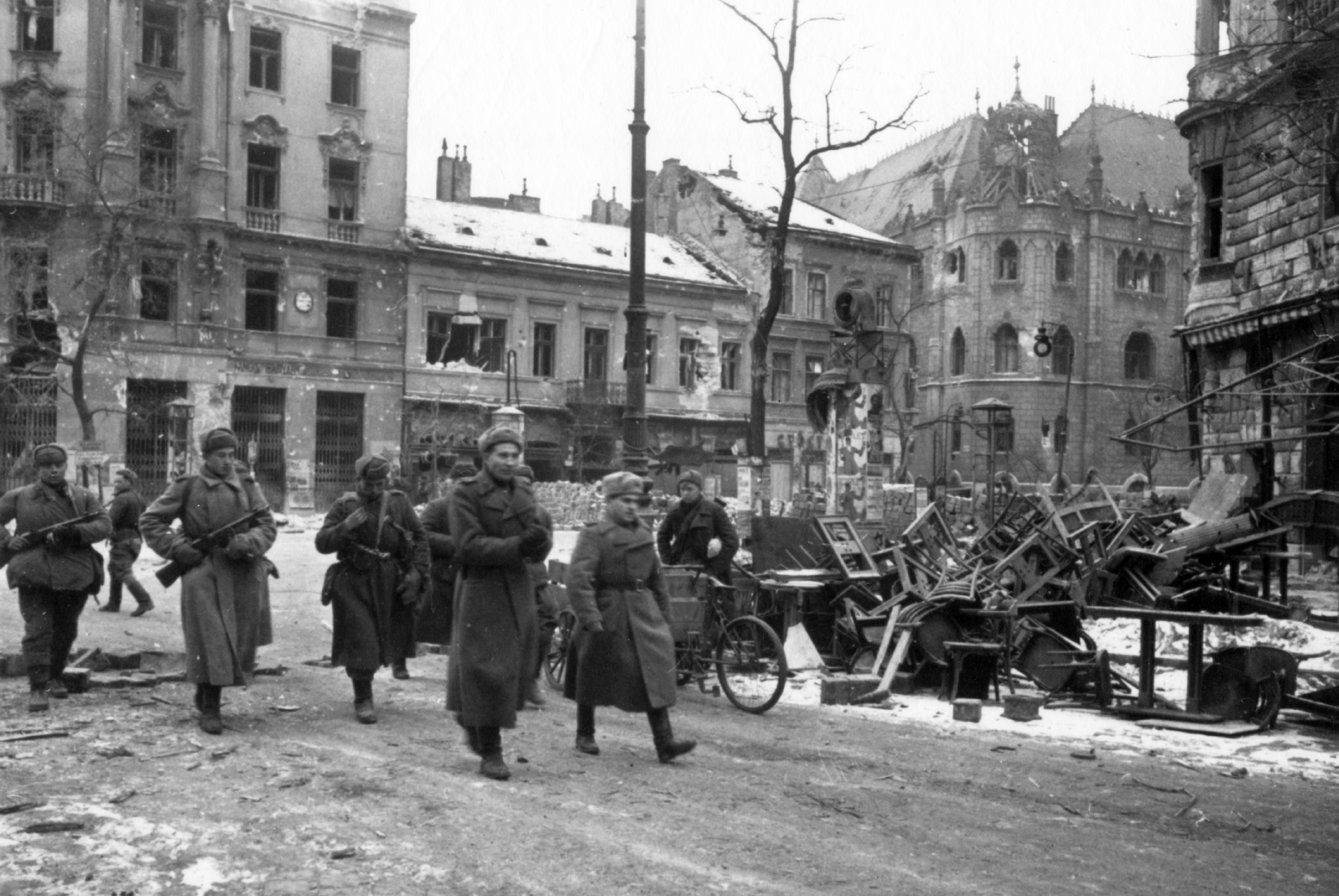
Szovjet katonák az Üllői út – József körút kereszteződésénél 1945-ben
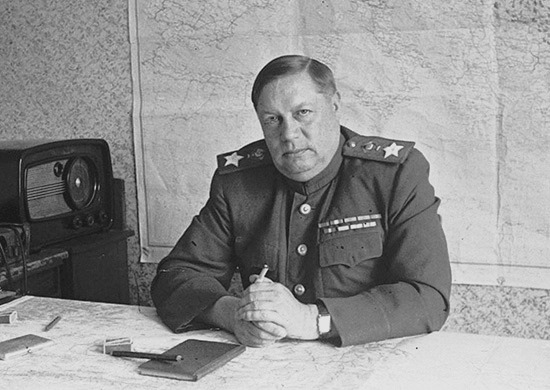
Fjodor Ivanovics Tolbuhin marsall 1944-ben
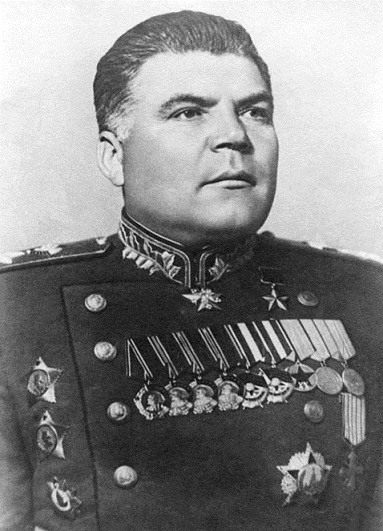
Rogyion Jakovlevics Malinovszkij marsall 1940-es évek